# Bârgău, Maramureș
Bârgău este un sat în comuna Cicârlău din județul Maramureș, Transilvania, România.

## Istoric
Numele vechi al localității este Cicârlăul de Jos.
Prima atestare documentară: 1407 (Sykarlo). 

## Etimologie
Etimologia numelui localității: din n. fam. Bârgău (< sl.), atestat în Maramureș. 

## Demografie
La recensământul din 2011, populația era de 252 locuitori. 